# Quercus pungens
Quercus pungens Steenis – gatunek rośliny z rodziny bukowatych (Fagaceae Dumort.). Występuje naturalnie w Meksyku (w stanach Chihuahua i Coahuila) oraz południowych Stanach Zjednoczonych (w Arizonie, Nowym Meksyku i Teksasie). 

## Morfologia
PokrójZimozielone lub częściowo zimozielone drzewo lub krzew. Kora jest papierowa i ma brązową barwę.
LiścieBlaszka liściowa jest skórzasta i ma kształt od podługowatego do eliptycznego. Mierzy 1–4 cm długości oraz 1–2 cm szerokości, jest lekko ząbkowana, nacięta lub falista na brzegu, ma sercowatą lub zaokrągloną nasadę i wierzchołek od tępego do ostrego. Ogonek liściowy jest nagi i ma 10 mm długości.
OwoceOrzechy zwane żołędziami o kształcie od jajowatego do niemal obłego, dorastają do 10 mm długości i 10 mm średnicy. Osadzone są pojedynczo w miseczkach w kształcie kubka, które mierzą 8 mm długości i 13 mm średnicy. Orzechy otulone są miseczkami w 25% ich długości.

## Biologia i ekologia
Rośnie w chaparralu, widnych lasach oraz zaroślach. Występuje na wysokości od 800 do 2000 m n.p.m.